# 2005 год в литературе

## События
- В России учреждена национальная премия «Поэт».
- В России учреждена литературная премия «Большая книга».

## Премии

### Международные
- Нобелевская премия по литературе — Гарольд Пинтер, «За то, что в своих пьесах приоткрывает пропасть, лежащую под суетой повседневности, и вторгается в застенки угнетения»[1].
- Премия Агаты — Лора Дурхэм, роман «Better Off Wed»).
- Дублинская литературная премия — Эдвард Пол Джонс, книга «Известный мир» (англ. The Known World).
- Премия Франца Кафки — Гарольд Пинтер.
- Премия Хьюго за лучший роман — Сюзанна Кларк, роман «Джонатан Стрендж и мистер Норрелл» (англ. Jonathan Strange & Mr Norrell)[2].
- Премия «Хьюго» за лучшую повесть — Чарльз Стросс, «Бетонные джунгли» (англ. The Concrete Jungle)[2].
- Премия «Хьюго» за лучший рассказ — Майк Резник, «Странствия в компании кошек» (англ. Travels with My Cats)[2].
- Премия «Хьюго» за лучшую короткую повесть — Келли Линк, «Волшебный ридикюль» (англ. The Faery Handbag)[2].
- Премия мира немецких книготорговцев —  Орхан Памук.
- АБС-премия:
  - номинация «Художественная проза» —  Евгений Лукин, роман «Портрет кудесника в юности»;
  - номинация «Критика и публицистика» — Алан Кубатиев, эссе «Деревянный и бронзовый Данте, или Ничего не кончилось».
- Премия Виленицы — Ильма Ракуза.

### Австрия
- Австрийская государственная премия по европейской литературе — Клаудио Магрис.
- Премия Эриха Фрида — Кристоф Рансмайр.
- Премия Фельдкирха:
  - Кнут Шафлингер;
  - Юлия Ромберг;
  - Удо Кавассер;
  - Клаус Эбнер.

### Великобритания
- Букеровская премия — Джон Бэнвилл, роман «Море» (англ. The Sea)[3].
- Женская премия за художественную литературу — Лайонел Шрайвер, «Нам нужно поговорить о Кевине» (англ. We Need to Talk About Kevin)[4].
- Премия Сомерсета Моэма:

1. Мэгги О’Фаррелл, «Расстояние между нами» (англ. The Distance Between Us);
2. Джастин Хилл, «Passing Under Heaven».

### Германия
- Премия Георга Бюхнера — Бригитта Кронауэр.
- Премия Гёте — Амос Оз.
- Бременская литературная премия — Бригитта Кронауэр, «Потребность музыки и гор» (нем. Verlangen nach Musik und Gebirge).

### Израиль
- Государственная премия Израиля:
  - номинация «за литературу на иврите» — Ицхак Орпаз;
  - номинация «за поэзию» — Исраэль Пинкас.
- Литературная премия имени Бялика — не вручалась.
- Иерусалимская премия —  Антониу Лобу Антунеш.

### Испания
- Премия Сервантеса — Серхио Питоль.
- Премия принцессы Астурийской —  Нелида Пиньон[5].

### Италия
- Премия Гринцане Кавур — Анита Десаи.

### Норвегия
- Премия Ибсена —  Мария Трюти Веннерёд, «Dama i luka».
- Премия Браги:
  - почётная премия — Юн Фоссе;
  - номинация «беллетристика» —  Марита Фоссум, роман «Forestill deg».
  - номинация «детская литература» —  Арне Свинген,   «Svart elfenben».

### Россия
- Русский Букер — Денис Гуцко, роман «Без пути-следа».
- Независимая литературная премия «Дебют»:
  - номинация «Крупная проза» — Дмитрий Фалеев, за повесть «Холодное пиво в солнечный полдень»;
  - номинация «Малая проза» — Александр Снегирёв за подборку рассказов;
  - номинация «Поэзия» — Алла Горбунова за подборку стихотворений;
  - номинация «Драматургия» — Александр Гриценко за пьесу «Носитель»;
  - номинация «Киноповесть» — Анастасия Чеховская за сценарий «Отличница»;
  - номинация «Публицистика» — Дмитрий Бирюков за подборку статей
  - номинация «Литература духовного поиска» — Андрей Нитченко за подборку стихотворений.
- Премия Поэт — Александр Кушнер.
- Премия Андрея Белого:
  - номинация «поэзия» — Мария Степанова;
  - номинация «проза» — Юрий Лейдерман;
  - номинация «гуманитарные исследования» — Борис Дубин;
  - номинация «за заслуги перед литературой» — Вячеслав Курицын.
- Национальный бестселлер — Михаил Шишкин, «Венерин волос».
- Премия Александра Солженицына — критик Игорь Золотусский, «за масштабность художественно-критических исследований современной словесности и глубинное постижение гения и судьбы Гоголя; за верность, в независимом поиске, традициям и нравственному достоинству русской литературы»[6].
- Большая книга — Дмитрий Быков за биографию «Пастернак»[7].
- Премия имени П. П. Бажова:

1. Владислав Крапивин — за романы «Стеклянные тайны Симки Зуйка» и «Топот шахматных лошадок»;
2. Александр Чуманов — за прозаические произведения в журнале «Урал»;
3. Борис Телков — за книгу прозы, обращённую к судьбам писателей разных эпох;
4. Лариса Надеждина — за повествование, поддерживающее душевную стойкость и жажду жизни;
5. Олег Капорейко — за книгу лирических зарисовок;
6. Николай Година — за книгу избранных стихотворений.

- Премия Ивана Петровича Белкина — не вручалась.
- Литературная премия «Чаша круговая» — Вадим Осипов и Арсен Титов[8].
- Всероссийская премия имени Самуила Маршака:
  - номинация «Проза» — Валерий Воскобойников;
  - номинация «Поэзия» — Михаил Яснов[9].

### США
- Всемирная премия фэнтези за лучший роман —  Сюзанна Кларк, «Джонатан Стрендж и мистер Норрелл» (англ. Jonathan Strange & Mr Norrell).
- Всемирная премия фэнтези за лучшую повесть —  Майкл Ши, «The Growlimb».
- Всемирная премия фэнтези за лучший рассказ — Марго Лэнеган, «Отпевание сестрёнки».
- Премия Эдгара Аллана По:
  - номинация «за лучший роман» — Джефферсон Паркер, «Девушка из Калифорнии» (англ. California Girl)[10];
  - номинация «за первый лучший роман» — Дон Ли, «Страна происхождения» (англ. Country of Origin)[11].
- Пулитцеровская премия за художественную книгу — Мерилин Робинсон, «Гилеад» (англ. Gilead)[12].
- Пулитцеровская премия за лучшую драму — Джон Патрик Шэнли, «Сомнение: Притча» (англ. Doubt: A Parable)[13].
- Пулитцеровская премия за поэзию — Тед Коусер, «Восхищения и тени» (англ. Delights & Shadows)[14].

### Франция
- Гонкуровская премия — Франсуа Вейерган, «Три дня у моей матери» (фр.  Trois jours chez ma mère)[15].
- Премия Фемина — Режис Жофре, «Сумасшедшие дома» (фр. Asiles de fous);
  - премия зарубежному автору — Джойс Кэрол Оутс, «Падения»;
  - премия за эссе — Тереза Дельпеш, «Одичание» (фр. L’Ensauvagement).
- Премия Фенеона — Хафид Аггун, «Будущее» (фр. Les Avenirs).
- Премия Ренодо —  Нина Бурауи, «Mes mauvaises pensées»;
  - премия «за эссе» — Жиля Мартен-Шоффье, «Le Roman de Constantinople».
- Премия Медичи:
  - «за роман» — Жан-Филипп Туссен, «Бежать» (фр. Fuir);
  - номинация «за лучшее зарубежное произведение» — Орхан Памук, «Снег» (тур. Kar);
  - номинация  «за эссеистику» — Мари Деплешен, Лидия Вьоле, «Спасенная жизнь» (фр. La Vie sauve).

### Швеция
- Премия памяти Астрид Линдгрен — Филип Пулман[16] и  Рёдзи Араи[17].
- Литературная премия Шведской академии — Йоран Сонневи[18].

### Япония
- Литературная премия имени Номы — Рю Мураками — «Вперёд, с полуострова!» (半島を出よ).
- Премия имени Рюноскэ Акутагавы:
  - 2005а: Фуминори Накамура — «Ребёнок в земле» (土の中の子供);
  - 2005б: Акико Итояма — «Ждать в открытом море» (沖で待つ).
- Литературная премия имени Сэя Ито:
  - проза: Ёрико Сёно, «Кумбхира» (金毘羅);
  - критика: Таэко Томиока, «Ихара Сайкаку и его чувственный мир» (西鶴の感情).
- Премия имени Дзюна Таками — Кэйдзо Айдзава и Акира Татэхата.
- Премия имени Дзюнъитиро Танидзаки — Ко Матида — «Исповедь» (告白) и Эйми Ямада — «Изысканный вкус» (風味絶佳).

## Книги
- «Неизвестный Мао» (англ. Mao: The Unknown Story) — биография Мао Цзэдуна авторства Юн Чжан и Джона Холлидэя.
- «Трактат атеологии» (фр. Traité d'athéologie) — книга известного французского философа Мишеля Онфре.
- «Эрагон. Возвращение» (англ. Eldest) — вторая книга серии романов Кристофера Паолини «Наследие».

### Романы
- «Артемис Фаул. Ответный удар» (англ. Artemis Fowl. The opal deception) — роман-фэнтези ирландского писателя Оуэна Колфера.
- «Волшебная улица» — роман Орсона Скотта Карда.
- «Гарри Поттер и Принц-полукровка» (англ. Harry Potter and the Half-Blood Prince) — шестая книга из серии романов Джоан Ролинг.
- «Джаханнам, или До встречи в Аду» — роман «кавказского цикла» Юлии  Латыниной.
- «Джентльмены и игроки» (англ. Gentlemen & Players) — роман Джоанн Харрис.
- «Зажигалка» (пол. Zapalniczka ) — роман Иоанны Хмелевской.
- «Замена объекта» — роман Александры Марининой.
- «Королевский крест» — роман Вадима Панова из цикла «Тайный Город».
- «Лунный парк» (англ. Lunar Park) — пятый роман американского писателя Брета Истона Эллиса.
- «Любой ценой» — роман Дэвида Марка Вебера.
- «Звёздные войны. Эпизод III: Месть ситхов » (англ. Star Wars Episode III: Revenge of the Sith) — фантастический роман Мэтью Стовера.
- «Метро 2033» — роман Дмитрия Глуховского.
- «Мечеть Парижской Богоматери» — роман-Елены Чудиновой.
- «Море» (англ. The Sea) — роман Джона Бэнвилла.
- «Московский клуб» — роман Вадима Панова, из цикла «Анклавы».
- «Ниязбек» — Юлии Латыниной.
- «Не отпускай меня» — роман британского писателя японского происхождения Кадзуо Исигуро.
- «Пока я не найду тебя» (англ. Never Let Me Go) — роман Джона Ирвинга.
- «Превосходящими силами» — фантастический роман Олега Герантиди.
- «Призраки» (англ. Haunted) — роман Чака Паланика.
- «Пружина для мышеловки» — роман Александры Марининой.
- «Скорость» (англ. Velocity) — роман Дина Кунца.
- «Тайна выеденного яйца, или Смерть Шалтая» (англ. The Big Over Easy) — роман Джаспера Ффорде.
- «Тень гиганта» (англ. Shadow of the Giant) — роман Орсона Скотта Карда.
- «Царь горы» — роман Вадима Панова, из цикла «Тайный Город».
- «Черновик» — роман Сергея Лукьяненко.
- «Шлем ужаса» — роман Виктора Пелевина.

### Малая проза
- «Люди нашего царя» — сборник рассказов Людмилы Улицкой.

### Поэзия
- «Стая и тень» (нюнорск Flokken og skuggen) — сборник стихов Эльдрид Лунден.

## Умерли
- 1 января — Николай Ыдарай, чувашский и советский писатель, поэт, 79 лет.
- 13 января — Сорне Унсуэта, баскская писательница, 104 года.
- 24 января — Владимир Савченко, советский русскоязычный писатель-фантаст, 71 год.
- 29 января — Эфраим Кишон, израильский писатель, 80 лет.
- 10 февраля — Артур Миллер, американский драматург и прозаик, 89 лет.
- 19 февраля –  Хюи Кан, вьетнамский поэт, 85 лет.
- 2 марта: 
  - Джамаль Амрани, алжирский писатель, поэт, публицист, драматург, 69 лет.
  - Алексей Григорьевич Дашевский, украинский и советский писатель, 75 лет.
- 17 марта — Андре Нортон, американская писательница-фантаст, 93 года.
- 26 апреля — Аугусто Роа Бастос, парагвайский писатель, 87 лет.
- 27 мая — Селия Алькантара, аргентинская писательница, автор мелодраматического романа Просто Мария, 84 года.
- 6 июля — Клод Симон, французский писатель, 91 год.
- 5 августа — Эсенгул Ибраев, Народный поэт Киргизии, 72 года.
- 21 августа — Далия Равикович, израильская поэтесса, общественный деятель, 68 лет.
- 11 октября — Аттила Ильхан, турецкий поэт, журналист и сценарист, 80 лет.
- 18 октября — Немат Аминович Аминов, народный писатель Узбекистана, 68 лет.
- 5 ноября — Джон Фаулз, английский романист, 79 лет.
- 6 ноября — Петре Сэлкудяну, румынский писатель, сценарист и политик, 75 лет.
- 5 декабря — Владимир Николаевич Топоров, русский филолог, 77 лет.
- 9 декабря — Роберт Шекли, американский писатель, 77 лет.